# Bergön (Åland)
Bergön is een eiland behorend tot de gemeente Saltvik in de autonome Finse regio Åland. Het oppervlak is 43,2 hectare en de grootste lengte, in noord-zuidrichting, is 1,4 kilometer. Het terrein bestaat uit heide, bosbessen, sparrenbos en gemengd bos. Aan de oostkant van het eiland is het voormalige eilandje Hemören door de postglaciale opheffing vergroeid met Bergön en heeft zo de beschutte baai Fladan gevormd. Aan en nabij die baai staan negen gebouwen, waarvan drie woongebouwen.

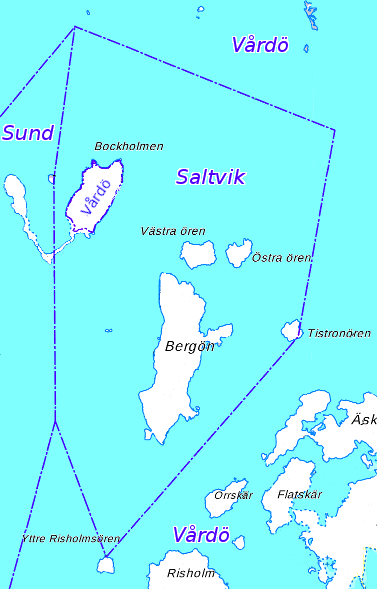
Het exclavegebied van de gemeente Saltvik.

## Exclave
Het eiland ligt ten noorden van de gemeenten Sund en Vårdö⁣, maar het is samen met enkele omliggende onbewoonde eilanden een exclave van de westelijker gelegen gemeente Saltvik.
Het onbewoonde eiland Bockholmen dat in deze exclave ligt, behoort dan weer tot de gemeente Vårdö, en is daarmee een enclave in een exclave.

## Trivia
Bergön moet niet verward worden met het eiland Bergö, dat ten zuidoosten van Vårdö ligt.